# ذوب ناحیه‌ای
ذوب ناحیه‌ای (یا فرایند پالایش ناحیه‌ای یا ناحیه شناور یا ناحیه ذوب در حال حرکت) گروهی از روش‌های مشابه پالایش بلورها است که در آن یک ناحیه باریک از یک بلور ذوب می‌شود و این ناحیه مذاب در امتداد بلور حرکت می‌کند. ناحیه مذاب در لبه جلو جامد ناخالصی ذوب می‌شود و در حین حرکت از درون شمش، ماده خالص تری را در پشت خود جامد می‌گذارد. ناخالصی‌ها در مذاب متمرکز شده و به یک انتهای شمش منتقل می‌شوند. پالایش ناحیه‌ای توسط جان دزموند برنال اختراع شد و توسط ویلیام گاردنر فن در آزمایشگاه‌های بل به‌عنوان روشی برای تهیه مواد با خلوص بالا، عمدتاً نیم‌رساناها، برای تولید ترانزیستور توسعه یافت. اولین استفاده تجاری خود در ژرمانیم بود، پالایش شده به یک اتم ناخالصی در هر ده میلیارد، اما این روند را می‌توان به تقریباً هر سیستم حل‌شده-حلالی با داشتن یک تفاوت غلظت قابل ملاحظه بین فازهای جامد و مایع در حالت تعادل گسترش داد. این فرایند، به ویژه در فرایند مواد نیم‌رسانا، به عنوان فرایند ناحیه‌ای شناور نیز شناخته می‌شود.

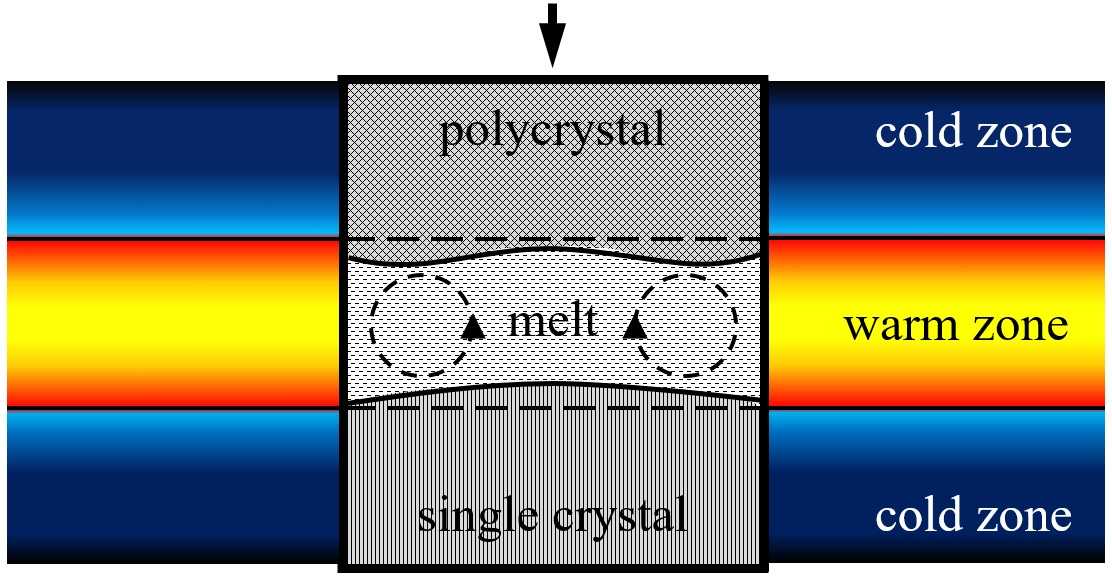
یک نمودار از فرایند پالایش ناحیه‌ای عمودی مورد استفاده برای رشد یخ تک بلوری از یک ماده اولیه چند بلوری. همرفت موجود در مذاب نتیجه بیشینه چگالی آب در ۴ درجه سانتی گراد است.

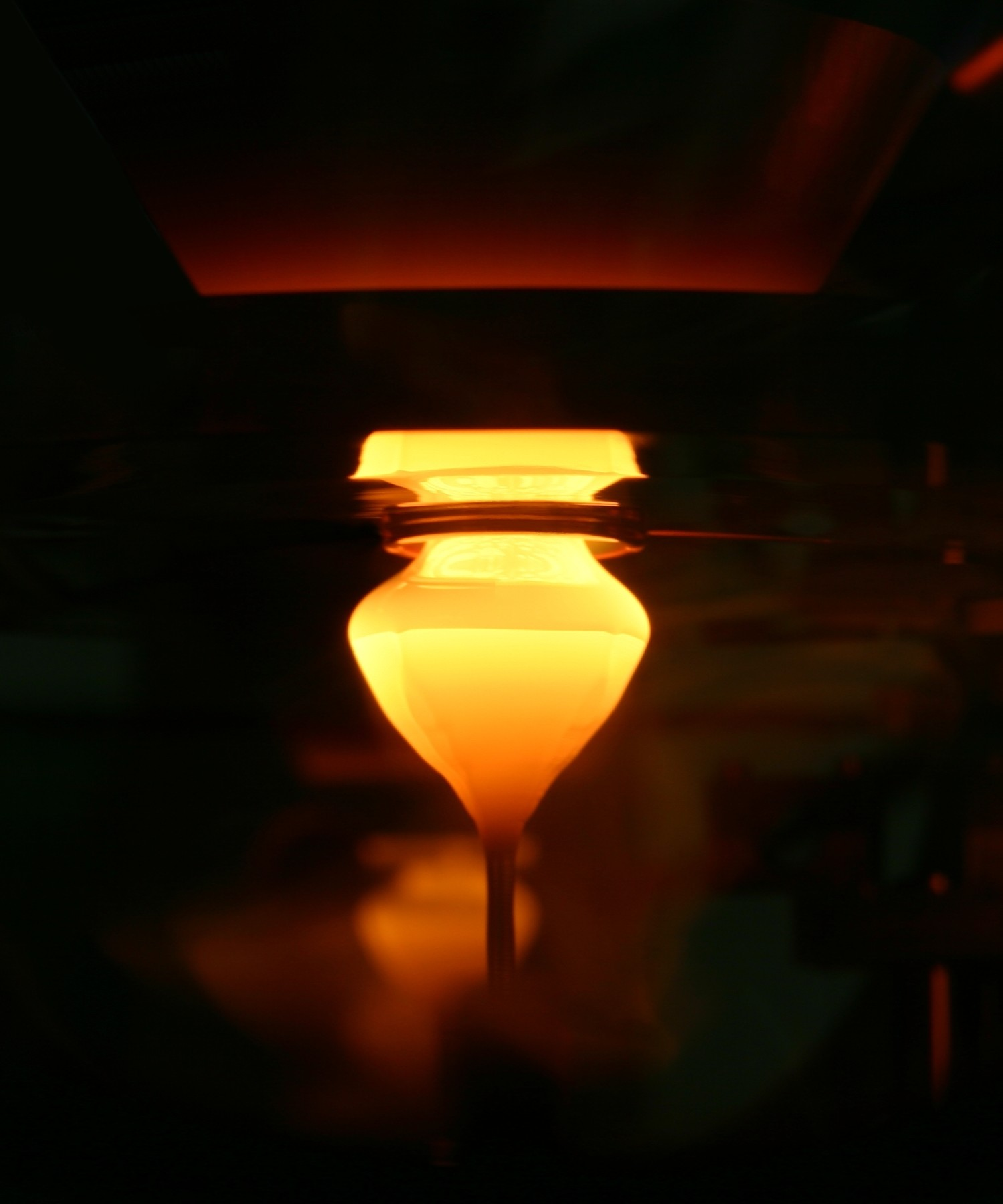
کریستال سیلیکون در آغاز روند رشد

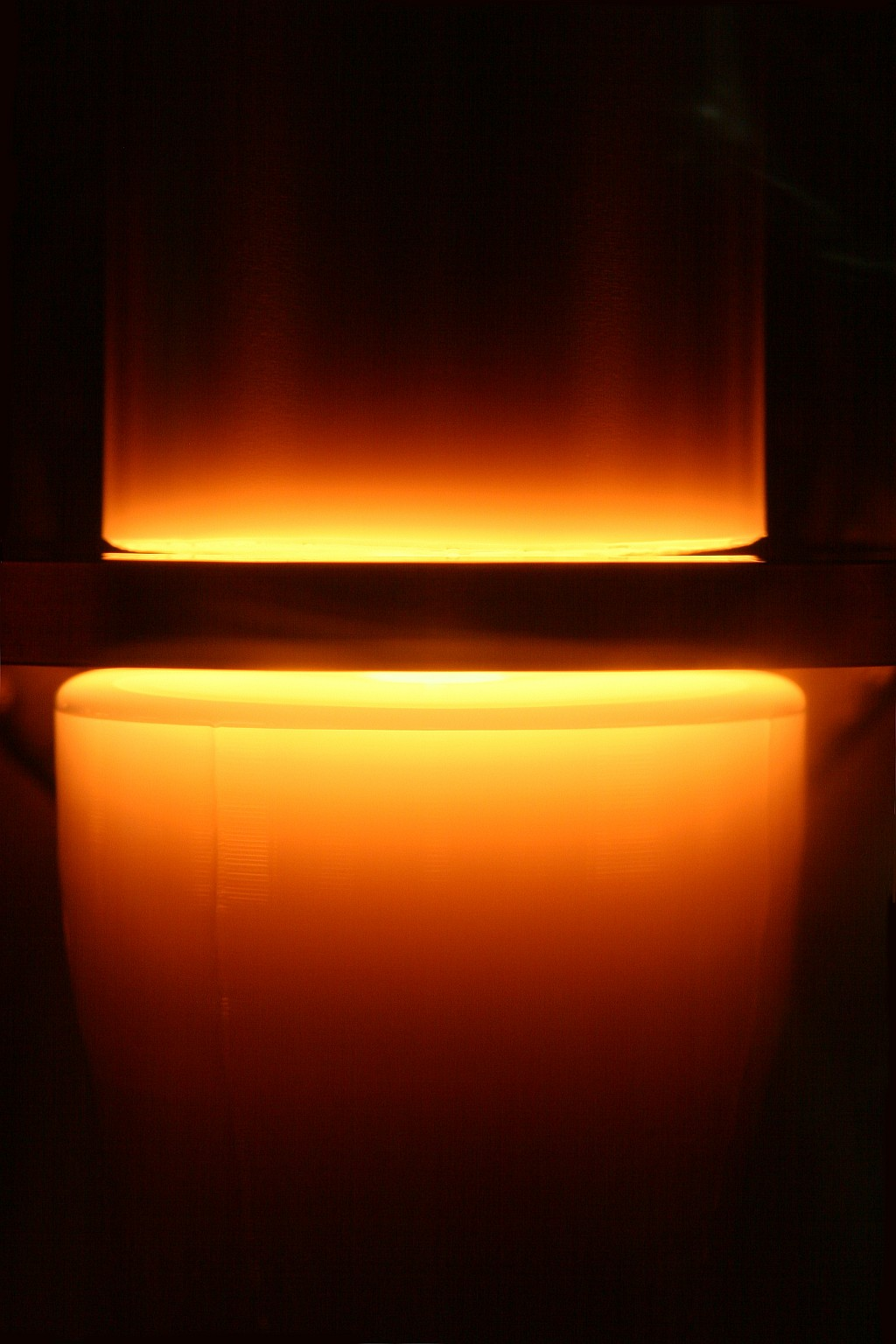
کریستال سیلیکون در حال رشد

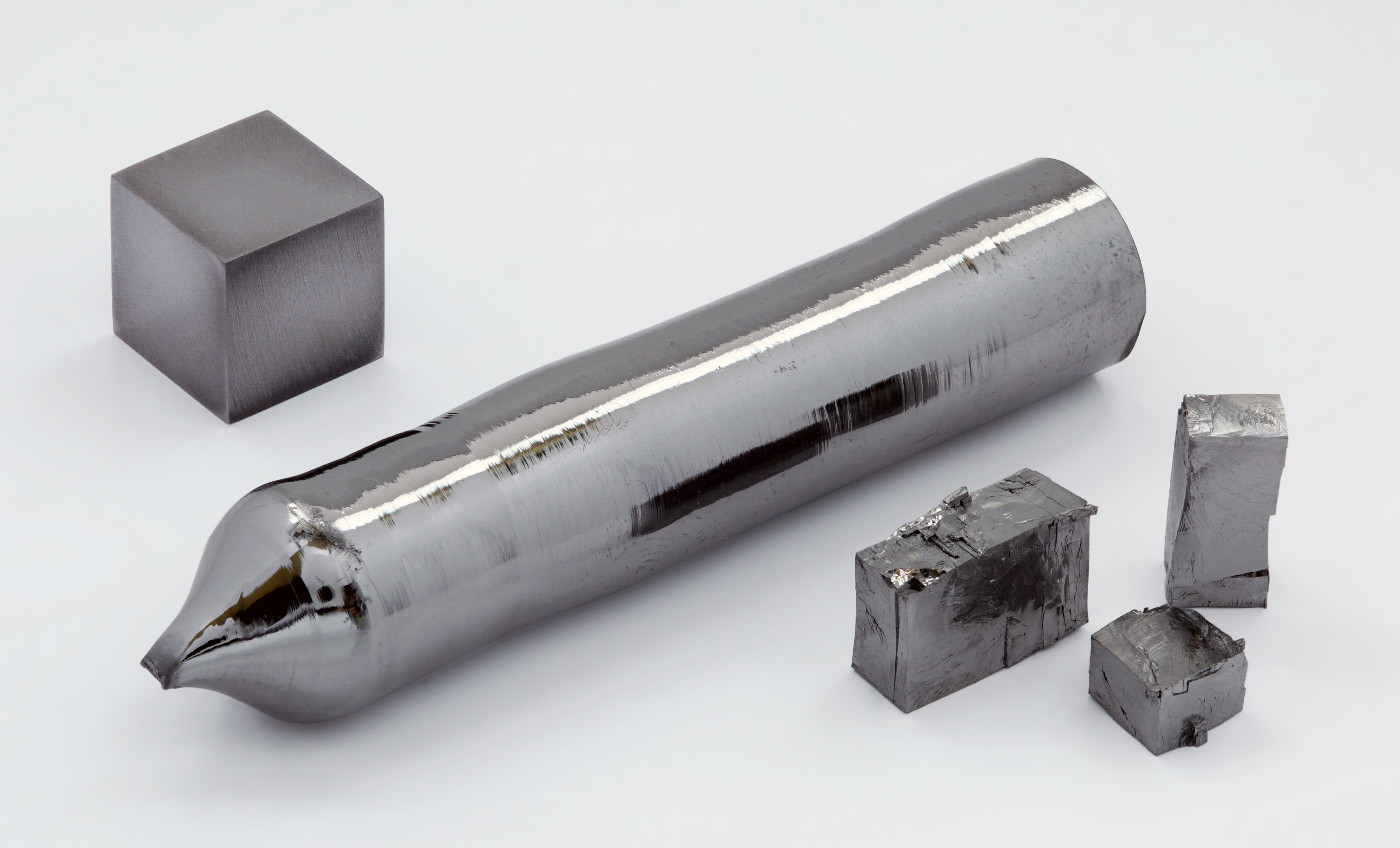
تک‌کریستال تانتال با خلوص بالا (5N)، ساخته شده توسط فرایند ناحیه‌ای شناور (جسم استوانه ای در مرکز)